# بولدوک
بولدوک یکی از مقامات امپراتوری گوگوریو است.
پس از مرگ ژنرال یونگه سومون ، پسرانش به جای اتحاد، برای کسب قدرت شروع به مبارزه با یکدیگر کردند. سپس، پسر ارشد، یون نامسنگ ، به گونگنه سونگ فرار کرد و او، که یک مقام عالی رتبه بود، سعی کرد به دستور یون نامسنگ به عنوان فرستاده به تانگ فرستاده شود تا درخواست کمک کند، اما به دلیل مخالفت زیردستان خود از رفتن به تانگ منع شد.